# Sklad číslo 7

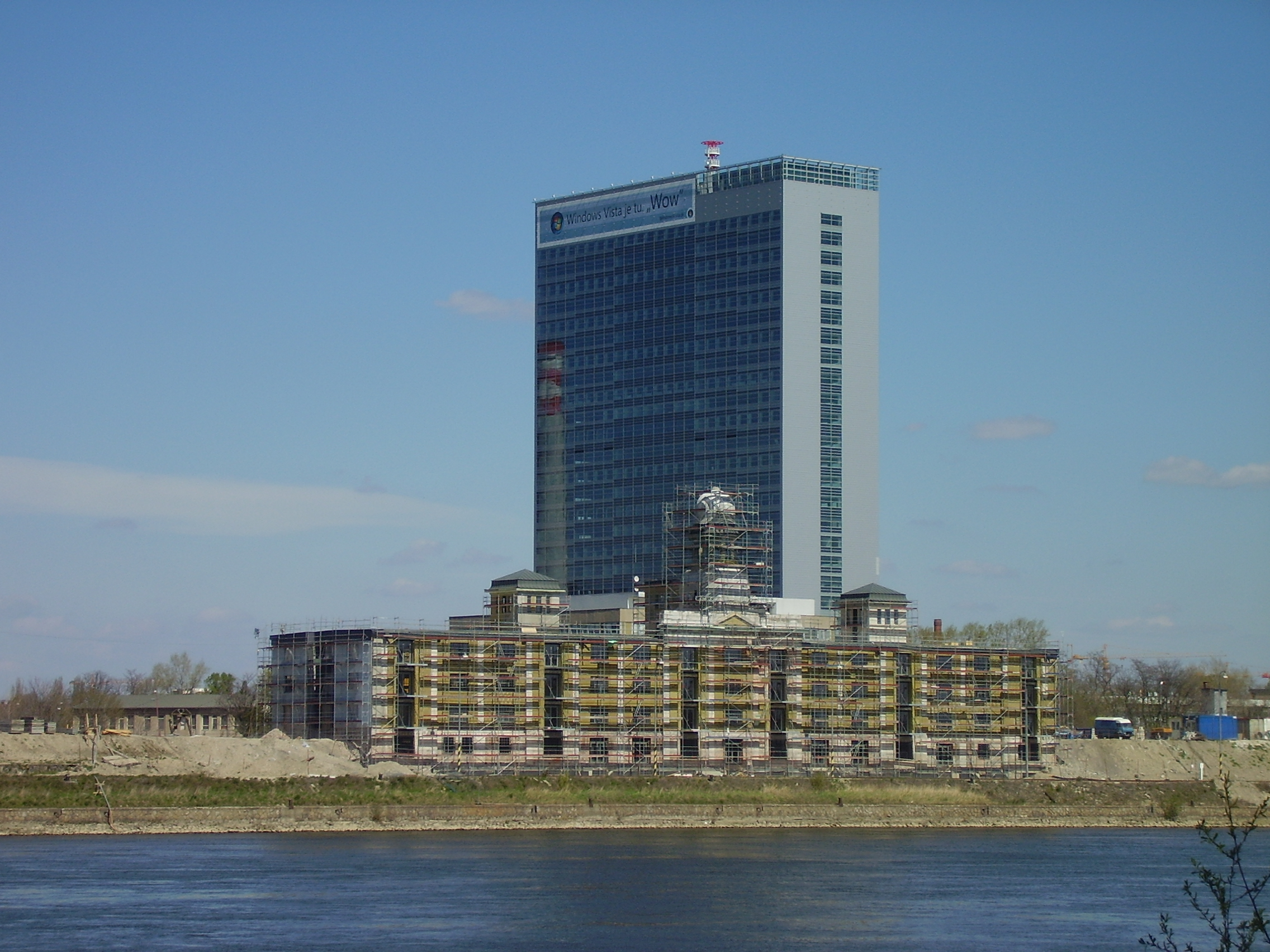
Sklad č. 7, v pozadí Tower 115

Sklad číslo 7 bratislavského přístavu je zachovaná technická památka v Bratislavě v městské části Ružinov na nábřeží Dunaje. 
Budova byla postavena ve 20. letech 20. století ve funkcionalistickém stylu. Má čtyři poschodí a dvě z dálky viditelné čtvercové věže a uprostřed okrouhlou věž s mohutnou kupolí. Stavba je výjimečná svou železobetonovou konstrukcí s mohutnými podpěrnými sloupy. 
Nachází se v záhybu Dunaje v blízkosti zrekonstruované budovy Tower 115 a v blízkosti mezinárodního obchodního centra Eurovea, jehož výstavba probíhá od roku 2006. Od roku 2007 prochází Sklad č. 7 rozsáhlou rekonstrukcí, po jejím skončení se bude sklad využívat jako zázemí plánovaného kulturního centra Auditórium. To má nahradit současný Park kultúry a oddychu, který ustoupí výstavbě komplexů River Park a River Side.
V roce 2001 sklad použili filmaři jako kulisu pro natáčení amerického filmu Uprising.